# Sina Hinteregger
Sina Hinteregger (* 10. November 1996 in Judenburg) ist eine ehemalige österreichische Triathletin. Sie ist U23-Weltmeisterin Winter-Triathlon (2016) sowie U23-Europameisterin Cross-Triathlon (2016).

## Werdegang
In ihrer Jugend war Sina Hinteregger im Judo-Sport aktiv und sie erreichte mehrere Steirische und einige Österreichische Medaillen. Sie machte eine Ausbildung zur Luftfahrzeugtechnikerin.

### Vize-Europameisterin Juniorinnen Cross-Triathlon 2013
Im September 2013 wurde die 16-Jährige am Wolfgangsee Zweite bei der Junioren-Europameisterschaft im Cross-Triathlon (0,5 km Schwimmen, 11 km Mountainbike und 3 km Geländelauf).
In St. Anna wurde sie im Februar 2014 Junioren-Staatsmeisterin im Winter-Triathlon. Bei der ITU-Weltmeisterschaft Cross-Triathlon wurde sie im August Dritte bei den Juniorinnen.

### U23-Weltmeisterin Wintertriathlon 2016
Im Februar 2016 holte sie sich in Zeltweg die Goldmedaille bei der Wintertriathlon-Weltmeisterschaft in der Klasse U23.

Im Juni wurde die 19-Jährige in der Schweiz U23-Europameisterin Cross-Triathlon.

### U23-Staatsmeisterin Wintertriathlon 2017
Im März 2017 wurde sie in Villach U23-Staatsmeisterin Wintertriathlon.
Sie wurde trainiert von Othmar Moser und Heinz Planitzer. Seit 2017 tritt Sina Hinteregger nicht mehr international in Erscheinung.
Sina Hinteregger lebt in Zeltweg. 

## Sportliche Erfolge
| Datum/Jahr    | Rang | Wettbewerb                                             | Austragungsort | Zeit     | Bemerkung                                                |
| ------------- | ---- | ------------------------------------------------------ | -------------- | -------- | -------------------------------------------------------- |
| 30. Juli 2017 | DNF  | ETU Cross Triathlon European Championships             | Târgu Mures    | –        | Europameisterschaft Cross Triathlon                      |
| 26. Juni 2016 | 1    | ETU Cross Triathlon European Championship U23          | Vallée de Joux |          | U23-Europameisterin Cross-Triathlon                      |
| 26. Sep. 2015 | 7    | ITU Cross Triathlon World Championship Junior Women    | Orosei         | 01:41:11 | ITU-Weltmeisterschaft der Juniorinnen im Cross-Triathlon |
| 16. Aug. 2014 | 3    | ITU Cross Triathlon World Championship Junior Women    | Olbersdorf     | 02:07:16 |                                                          |
| 7. Sep. 2013  | 2    | ETU Cross Triathlon European Championship Junior Women | Strobl         | 01:04:38 | Vize-Europameisterin Cross-Triathlon bei den Juniorinnen |

| Datum/Jahr    | Rang | Wettbewerb                                | Austragungsort | Zeit     | Bemerkung                                        |
| ------------- | ---- | ----------------------------------------- | -------------- | -------- | ------------------------------------------------ |
| 13. Juni 2015 | 5    | ÖTRV Staatsmeisterschaft Triathlon Jugend | Pörtschach     | 01:11:22 | auf der Sprintdistanz hinter Therese Feuersinger |

| Datum/Jahr    | Rang | Wettbewerb                                        | Austragungsort          | Zeit     | Bemerkung                                                        |
| ------------- | ---- | ------------------------------------------------- | ----------------------- | -------- | ---------------------------------------------------------------- |
| 19. März 2017 | 1    | ÖTRV Staatsmeisterschaft Wintertriathlon U23      | Villach                 |          | U23-Staatsmeisterin                                              |
| 13. Feb. 2016 | 1    | ITU Winter Triathlon World Championships U23      | Zeltweg                 | 01:42:16 | U23-Weltmeisterin Winter-Triathlon – Fünfte in der Gesamtwertung |
| 8. Feb. 2014  | 1    | ÖTRV Staatsmeisterschaft Wintertriathlon Junioren | Sankt Anna am Lavantegg |          | Junioren-Staatsmeisterin                                         |

(DNF – Did Not Finish)